# Spotlight-Effekt
Der Spotlight-Effekt („Rampenlicht-Effekt“) bezeichnet ein Phänomen in der Sozialpsychologie. Demzufolge neigen Menschen dazu, die Aufmerksamkeit ihres sozialen Umfelds zur eigenen Person, im positiven wie im negativen Sinn, zu überschätzen.
Da jeder Mensch ständig im Zentrum der eigenen Welt steht (vgl. Egozentrik), fällt eine zutreffende Einschätzung schwer, wie stark die Aufmerksamkeit von anderen ist. Der Grund für den Spotlight-Effekt ist die angeborene Tendenz des Menschen zu vergessen, dass das Zentrum der eigenen Welt nicht das Zentrum aller anderen Menschen ist. Diese Tendenz ist besonders ausgeprägt, wenn etwas Ungewöhnliches getan wird.

## Begriffsverwendung und -historie
Die Bezeichnung Spotlight-Effekt wurde von Thomas Gilovich und Kenneth Savitsky geprägt. Das Phänomen tauchte erstmals in der Welt der Psychologie in der Zeitschrift Current Directions in Psychological Science auf. Obwohl dies das erste Mal war, dass der Effekt als solcher bezeichnet wurde, war es nicht das erste Mal, dass er beschrieben wurde. Es gab andere Studien, die vor 1999 durchgeführt wurden und Phänomene untersucht hatten, die dem von Gilovich und Savitsky beschriebenen Spotlight-Effekt ähnelten.
Thomas Gilovich hatte dieses Phänomen viele Jahre lang untersucht und in den Jahren vor seiner Arbeit mit Savitsky weitere Forschungsarbeiten geschrieben. In seiner Studie mit Savitsky kombinierte er die verschiedenen Effekte, die er zuvor beobachtet hatte, um das „Rampenlicht“ zu beschreiben. Gilovich war nicht der Einzige, der dieses Vorkommen des Spotlight-Effekts bemerkt hatte. David Kenny und Bella DePaulo führten eine Studie durch, die untersuchte, ob die Menschen wussten, wie andere sie sehen. Kenny und DePaulo dachten, dass Individuen das, was andere von ihnen hielten, mit ihren eigenen Selbstwahrnehmungen anstatt mit anderen Rückmeldungen, die ihnen gegeben wurden, stützen würden. Die Studie ergab, dass die Ansichten des Einzelnen darüber, was andere von ihnen halten, im Vergleich zu dem, was tatsächlich von ihnen gehalten wird, variabel sind.

## Hintergrund
Der Spotlight-Effekt spielt in vielen verschiedenen Aspekten der Psychologie und Gesellschaft eine Rolle. Die Erforschung dieses Phänomens wurde in erster Linie von vier Personen vorangetrieben: Thomas Gilovich, Kenneth Savitsky, Victoria Medvec und Thomas Kruger. Die Schwerpunkte ihres Forschungszentrums liegen auf sozialen Urteilen, der Bedeutung individueller Beiträge, Handlungen von Individuen und der Art und Weise, wie Individuen glauben, dass andere sie wahrnehmen.

## Soziales Urteilsvermögen und Salienz
In der sozialen Beurteilung spielt die Salienz eine erhebliche Rolle in dem Ausmaß, in dem sich der Spotlight-Effekt manifestiert. Untersuchungen von Gilovich, Kruger und Medvec zeigten, dass bestimmte Situationen, in denen wahrnehmbar peinliche Gegenstände Faktoren sind, wie z. B. das Tragen eines als peinlich empfundenes T-Shirt, das Ausmaß erhöhen, in dem der Effekt von einer Person wahrgenommen wird. Der Zeitpunkt einer wahrnehmbar peinlichen Situation spielt auch eine Rolle für die Schwere des Spotlight-Effekts. Wenn die Offenbarung des Effekts unmittelbar erfolgt, nimmt der Spotlight-Effekt in Entscheidungsszenarien erheblich zu. Eine verzögerte Manifestation verringert jedoch die Intensität des Spotlight-Effekts.
Die Bedeutung von Ideen und wichtige Beiträge innerhalb einer Gruppe sind zusätzliche Aspekte des sozialen Urteils, die vom Spotlight-Effekt beeinflusst werden. Einzelpersonen neigen dazu, das Ausmaß zu überschätzen, in dem sich ihre Beiträge auf ihre Umgebung auswirken. In einer Gruppe werden diese Beiträge vom Einzelnen als bedeutender angesehen als die Beiträge seiner Gruppenmitglieder, und die anderen Mitglieder glauben dasselbe über die Beiträge dieses Einzelnen.

## Handlungen und Wahrnehmungen
Handlungen von Individuen und wie sie glauben, dass andere ihre Leistung wahrnehmen, spielen ebenfalls eine wichtige Rolle in der Spotlight-Effekt-Forschung.
Gilovich, Medvec und Savitsky haben diese Idee weiter untersucht. In sozialen Situationen, in denen eine große Gruppe involviert ist, zum Beispiel einem Volleyballspiel, ist ein Grund ausschlaggebend, aus welchem die Aufmerksamkeit anderer nicht nur auf den Einzelnen gerichtet ist. In diesen Gruppen-Situationen wird die Aufmerksamkeit zwischen der Konzentration auf den Einzelnen und den Aktionen der Gruppe aufgeteilt. Die Unfähigkeit zur gleichzeitigen Aufmerksamkeit auf sich selbst und der Gruppenmitglieder führt dazu, dass Personen die Wahrscheinlichkeit überschätzen, dass ihre Kollegen sie schlecht wahrnehmen. Im Grunde liegt es daran, dass die anderen Gruppenmitglieder mit ihrer eigenen Aufmerksamkeit beschäftigt sind.
Betroffen ist jedoch nicht nur das Ausmaß der Wahrnehmung, sondern ebenso die Variabilität zwischen zeitlich unterschiedlichen Ereignissen. Als Beispiel sei ein Wissenschaftler genannt, der seine Forschungspräsentation regelmäßig auf mehreren Konferenzen vorstellt. Dabei ist ein kleiner Teil des Fachpublikums auf mehreren Veranstaltungen anwesend. Die individuelle Präsentationsleistung wird von dem Professor deutlich sensibler wahrgenommen und jeder kleine Fehler wird als große Leistungsschwankung empfunden, während die Variabilität der Leistung vom Publikum kaum wahrgenommen wird.

## Grenzen des Spotlight-Effekts
In ähnlicher Weise haben Gilovich, Medvec und Savitsky ihre Forschungen weiter ausgeführt und sind zu dem Schluss gekommen, dass der Spotlight-Effekt seine Grenzen in solchen Situationen hat, in denen ein Publikum beteiligt ist, dessen ausschließlicher Zweck die Beobachtung ist. In diesen Situationen wird das Ausmaß des Spotlight-Effekts nicht überschätzt.